# Djurö Nationalpark
58°51′N 13°28′Ø / 58.850°N 13.467°Ø
Djurö, tidligere kaldt Branäs ö, ligger midt i søen Vänern i Västra Götalands län i Sverige. Djurön er den største ø i Djurö skærgård, og den blev oprettet som nationalpark i 1991.  
Parken har et areal på  2.400 ha, og er kendt for sit rige fugleliv og en bestand af dådyr. 
På øens øst- og sydsiden er der beskyttelsesområder for fuglene, hvor der er adgangsforbud fra 1. april til 31. juli. Øen kan kun nås med båd, og der er flere gode naturhavne. Mest benyttet er Malbergshamn på Djurös nordside.